# Román József (orvos)
Román József (Biharkeresztes, 1908. június 13. – Zamárdi, 1970. július 17.) magyar orvos, egészségügyi miniszter (1955. február 19-től 1956. október 24-ig).

## Életpályája
Román József pénzügyőri szemlész és Nagy Mária fia. Tanulmányait a Pázmány Péter Tudományegyetemen végezte, ahol 1932-ben szerzett oklevelet. Előbb községi orvos, majd tisztiorvosi tanfolyamot végzett, ezt követően pedig járási tisztiorvos volt. 1945 és 1955 között ő volt Fejér, majd Csongrád megye tisztifőorvosa, illetve a megyei tanács végrehajtó bizottsága egészségügyi osztályának vezetője. 1955. február 19-től 1956. október 24-ig egészségügyi miniszter. 1957 és 1959 között az Országos Élelmezés- és Táplálkozástudományi Intézetben tudományos főmunkatárs, majd 1959-től 1970-ben bekövetkezett haláláig a budapesti László Kórház igazgató főorvosa volt.
Felesége Volkai Etelka volt, akit 1949-ben Szolnokon vett nőül.